# Знаменка (Новосибирская область)
Знаменка — упразднённый посёлок в Карасукском районе Новосибирской области. На момент упразднения входил в состав Знаменского сельсовета. Исключен из учётных данных в 1977 году.

## География
Посёлок располагался к северу от озера Горькое, в 4,5 км (по прямой) к северо-западу от поселка Астродым.

## История
Посёлок возник в середине 1930-х годов как одна из производственных ферм совхоза № 269 «Октябрь». Решением Новосибирского облисполкома от 25.07.1961 г. № 593 ферма № 5 совхоза «Октябрь» переименована в посёлок Знаменка.
До 1974 года числился в составе Троицкого сельсовета.
Решением Новосибирского облисполкома от 01.12.1977 г. № 799 посёлок исключен из учётных данных.